# Anticorpi anti muscolo liscio
Gli anticorpi anti muscolo liscio o più semplicemente ASMA (dall'inglese Anti-Smooth Muscle Antibodies) sono autoanticorpi diretti verso componenti antigeniche presenti nel muscolo liscio.
La presenza di questi anticorpi nel siero del paziente è correlata all'epatite autoimmune di tipo 1, anche se possono essere presenti anche in altre condizioni cliniche quali cirrosi, epatiti virali, epatopatia alcolica e mononucleosi infettiva.